# Asedio de Warangal (1310)
El asedio de Warangal de 1310 se refiere a un enfrentamiento militar librado entre las fuerzas del Sultanato de Delhi y las del reino hindú de la dinastía Kakatiya. A finales de 1309, el sultán de Delhi, Alaudín, envió una expedición a cargo de su general y esclavo Malik Kafur para someter al rey Prataparudra. La fuerza musulmana llegó a comienzos del año siguiente a la capital kakatiya, Warangal, y después de un mes de asedio el monarca local decidió negociar una tregua y entregó una enorme cantidad de riqueza al sultán, además de prometer enviar tributos anuales.

## Antecedentes
En 1308, el general y esclavo Malik Kafur había derrotado a la dinastía Seuna y el rey Ramachandra de Devagiri optó por volverse vasallo del Sultanato de Delhi. Según el cortesano de Delhi, Jursan Amir, el sultán Alaudín ordenó a Kafur invadir el reino de la dinastía Kakatiya el 31 de octubre de 1309.
Como el territorio de los kakatiyas era desconocido para las fuerzas de Delhi, Alaudín recomendó un trato indulgente con las tropas, para evitar cualquier resentimiento o revuelta. Instruyó a Kafur que cooperara estrechamente con los oficiales como Malik Sirajuddin y Ariz-i-Mumalik. Pidió a Kafur que respetara a los otros comandantes de las fuerzas de Delhi, pero también le advirtió que no fuera demasiado amable, ya que los volvería desobedientes. Le aconsejó a Kafur que no permaneciera en el territorio kakatiya por mucho tiempo y que aceptara que Prataparudra pagara un tributo en lugar de llevarlo a Delhi como prisionero.
Alauddin tomó las medidas necesarias para que las noticias sobre la expedición se comunicaran rápidamente estableciendo thanas (puestos) a lo largo de la ruta desde Tilpat, cerca de Delhi, hasta la posición que tuviera el ejército en cada momento. En cada puesto y ciudad a lo largo de la ruta se apostaron caballos de carrera veloces y redactores de noticias. A lo largo de los caminos se apostaron corredores a pie a distancias regulares para llevar mensajes. Este arreglo aseguró que Alaudín estuviera informado sobre la situación del ejército cada dos o tres días, y que el ejército fuera inmune a cualquier falso rumor sobre lo que sucedía en Delhi.
Kafur inició su marcha desde Delhi hasta Warangal con un enorme ejército. Primero visitó su propio feudo de Rewari y luego continuó su viaje hacia el sur. Nueve días después de iniciar su marcha, el ejército acampó en un lugar, cuya identidad moderna se desconoce, que se denomina Masudpur o se lo conocía por Masud, un hijo de Iltutmish. El ejército reanudó su marcha el 13 de noviembre, atravesando un terreno difícil. Durante los siguientes seis días, el ejército vadeó cinco ríos: Jun (identificado como un pequeño afluente del río Yamuna); Chambal; Binas (identificado con el Banas, el Kali Sindh o su afluente Niwaj); Kwari; y Bhoji (identificado con el Betwa o Pahuj).
Según Jursan Amir, Kafur se detuvo en un lugar llamado Sultanpur (también conocido como Irajpur) durante cuatro días; la identidad moderna de este lugar no es segura. Barani menciona que varios emires se encontraron con Kafur en Chanderi, pero esa localidad no menciona a Chanderi en absoluto. Por lo tanto, el historiador Banarsi Prasad Saksena sugiere que Irajpur podría ser Irich cerca de Chanderi.
Kafur reanudó su marcha el 25 de noviembre, avanzando por un camino pedregoso. El 5 de diciembre llegó a Khandar, cuya identidad moderna también es incierta. Allí se detuvo durante catorce días para realizar una revisión exhaustiva del ejército. Después de reanudar su marcha, el ejército cruzó el río Narmada. Ocho días después, el ejército llegó a Nilkanth, un lugar ubicado dentro de la región fronteriza del reino de los seunas. Como el rey local ahora era vasallo de Alaudín, el ejército recibió instrucciones de no saquear el área. Durante la parada de dos días en Nilkanth, Kafur hizo averiguaciones sobre el camino por delante. Reanudó su marcha el 30 de diciembre. En Devagiri, Ramachandra proporcionó el apoyo necesario al ejército de Delhi. En la ruta que unía Devagiri con Warangal, estableció mercados, donde los soldados de Kafur podían comprar cosas a los precios fijados por Alaudín. También reforzó al ejército de Delhi con sus propias tropas, e incluso escoltó a Kafur durante cierta distancia.
Según Jursan Amir, antes de entrar en el territorio kakatiya, el ejército de Delhi se detuvo en Bavagarh (algunos traductores lo interpretan erróneamente como "Basiragarh" o "Bijainagar"). Este lugar estaba situado en un doab entre los ríos Basihar (también Yashr o Bihar) y Baragi (o Buji), cerca de una mina de diamantes. Se lo ha identificado con el moderno Wairagarh en el distrito de Gadchiroli; los nombres de los ríos en los escritos de Jursan Amir parecen estar corruptos: al menos uno de ellos debe ser Wainganga o uno de sus afluentes.

## Caída de Sabar
Después de entrar en el territorio kakatiya, Kafur comenzó a saquear las ciudades y pueblos en su camino hacia Warangal.
El mismo día que llegó a avagarh, dirigió una unidad de caballería para sitiar Sabar, un fuerte ubicado dentro de la región fronteriza de los kakatiyas. El historiador Kishori Saran Lal identifica Sabar con la moderna Sirpur. El relato de Jursan Amir sugiere que este fue un ataque sorpresa para los defensores: ante una derrota segura, algunos de ellos se suicidaron arrojándose con sus esposas e hijos en un incendio (jauhar). Algunos otros, probablemente incluido el comandante del fuerte, murieron después de que los soldados de Kafur ingresaran al fuerte. Los defensores sobrevivientes estaban listos para luchar hasta la muerte, pero luego se negoció una tregua debido a la intervención de Juaya Hayi. Ananir (o Ananur), un hermano del comandante del fuerte, fue encontrado escondido en un campo. Se rindió a los invasores y fue designado como el nuevo gobernador del fuerte por Kafur. Algunos de los refugiados de Sabar huyeron a Warangal.
Los diversos feudatarios de los kakatiyas marcharon hacia su capital, en lugar de interceptar al ejército de Delhi en la ruta que conducía a la ciudad fortaleza. Esto facilitó la tarea de Kafur, ya que ahora tenía que sitiar un solo fuerte: el de Warangal.

## Asedio
El 14 de enero de 1310, el ejército de Delhi partió de Sabar y cuatro días después llegó a un lugar de Jursan Amir llamaba Kunarbal. Mientras los musulmanes montaban su campamento, kafur envió una unidad de 1000 jinetes para reconocer el área. Esta fuerza capturó a Hanamkonda (o Anam Konda), lugar desde el que se podía ver Warangal. La unidad se encontró con tres jinetes hindúes, mató a uno de ellos y envió su cuerpo a Malik Kafur.
Kafur examinó el fuerte de Warangal dos veces antes de sitiarlo. La fortificación comprendía un fuerte interior de piedra rodeado por un foso y un fuerte exterior de barro también rodeado por un foso. El rey kakatiya Prataparudra vivía en el fuerte interior de piedra.
El 19 de enero, Kafur montó su tienda en la colina de Hanamkonda. El comandante de Delhi, Nasir-ul-mulk Siraj-ud-daula Juaya Hayi, distribuyó a sus soldados de tal manera que el fuerte enemigo quedó completamente rodeado. A cada tuman (unidad de teóricamente de 10 000 soldados) se le asignó un trozo de tierra alrededor del fuerte, y se construyó un fuerte muro de madera alrededor de las tiendas para protegerlas de los ataques desde el campo.
Los kakatiyas asignaron comandantes para proteger cada kangura (torre) de la fortaleza. Según la crónica telugu del siglo XVI, Pratapa-Charita, el fuerte exterior tenía 70 baluartes, cada uno con su propio nayaka (comandante). Desde ahí, los defensores arrojaron piedras y ladrillos a los atacantes. Una noche, el gobernador Vinayaka Deva (también llamado Banik Deo o Manik-deva) dirigió una salida con 1000 jinetes. Ambos bandos perdieron varios hombres en el encuentro, pero los kakatiyas fueron forzados a volver a su fortaleza.
Durante la incursión de Vinayaka Deva, los invasores capturaron a algunos de los defensores, quienes revelaron que tres elefantes habían sido apostados en la cercana ciudad de Dhamdum. El comandante de Delhi, Malik Qara Beg Maisara, fue enviado a capturar a estos elefantes, aunque fueron trasladados a otro lugar, Qara Beg logró capturarlos.
Kafur ordenó que se reunieran bolas de piedras para las máquinas de lanzamiento de piedras, llamadas manjaniq maghribi, que estaba ubicadas alrededor del fuerte. Esto hacer suponer que los defensores también tenían catapultas para piedras y bombardearon al ejército musulmán. Los sitiadoras llenaron el foso exterior en un lugar con barro, piedras y otros objetos, luego avanzaron hacia el muro exterior de barro: en un lado del fuerte, los invasores rompieron el muro con golpes de piedras duras; en el otro lado, abrieron brechas en varias puertas con la ayuda de máquinas de asedio llamadas munjaniq. Durante la noche del 13 de febrero, Malik Kafur hizo que sus soldados construyeran escaleras altas para escalar las murallas para un asalto decisivo. A la mañana siguiente, los invasores lanzaron un asalto decidido al fuerte exterior y lo capturaron el 16 de febrero.
Los invasores ahora necesitaban cruzar el foso interior y abrir una brecha en el fuerte de piedra interior. Sin embargo, esta era una tarea muy difícil: según Jursan Amir, las paredes del fuerte interior eran «tan lisas que ni una hormiga podría escalarlas». El fuerte estaba tan bien construido que era imposible abrir una brecha en él utilizando las munjaniq o simples picos.

## Rendición
En ese momento, la gente dentro de la fortaleza se enfrentaba a una situación desesperada debido al prolongado asedio. Mientras los invasores pensaban cómo abrir una brecha en el fuerte interior, el gobernante kakatiya, Prataparudra, decidió rendirse. Según el relato de Barani, como Alaudín no recibió ninguna actualización sobre el asedio durante más de un mes (presumiblemente porque los arreglos de comunicación hechos por él habían sido interrumpidos por las actividades enemigas), envió a su emisario Qazi Mughisuddin de Bayana al reputado santo musulmán Shaikh Nizamuddin Aulia, pidiéndole al santo que profetizara el resultado del asedio. El santo profetizó la victoria de Alaudín en Warangal y en otras campañas futuras. El mismo día, el sultán recibió noticias sobre la victoria de su ejército en Warangal.
Los cronistas musulmanes afirman que Prataparudra envió a Kafur una estatua de oro de sí mismo con una cadena alrededor del cuello para simbolizar su rendición incondicional. Ofreció a los invasores una cantidad sustancial de riqueza que incluía piedras preciosas, elefantes y caballos. Kafur, siguiendo las instrucciones de Alaudín, le pidió que entregara toda su riqueza y amenazó con masacrar a la población de la ciudad si se le descubría reteniendo alguna riqueza; Prataparudra aceptó estos términos. Según Barani, el tesoro entregada a Malik Kafur incluía 100 elefantes, 7000 caballos y muchos artículos preciosos. Amir Jan afirma que la riqueza total entregada era «más de lo que las mentes de los sabios podían aprehender». También rezó en broma a Dios para que mantuviera vivo a Prataparudra hasta el día del Juicio Final, porque el gobernante kakatiya prometió pagar un enorme tributo anual al Sultanato de Delhi. Jursan Amir cita a un mensajero del rey diciendo que una de las piedras preciosas entregadas era «inigualable en el mundo»: los sabios filósofos se negaron a creer que tal sustancia pudiera siquiera existir. El cronista del siglo XVIII, Jafi Jan, identificó esta piedra preciosa como el famoso diamante Koh-i-Noor.
El ejército invasor no pudo abrir una brecha en el fuerte interior de Warangal y Prataparudra no se sometió personalmente a Kafur: sólo sus enviados se reunieron con los invasores para negociar la tregua. El cronista del siglo XIV, Abdul Malik Isami, afirma que Kafur también le regaló a Prataparudra una «túnica de honor bordada con joyas» después del tratado de paz.

## Consecuencias
Malik Kafur emprendió su viaje de regreso a Delhi el 20 de marzo de 1310, después de pasar revista a su ejército. Llegó a Delhi el 9 de junio, pasando por Devagiri, Dhar y Jhain. El 23 de junio, Kafur presentó formalmente el botín de Warangal al sultán en un darbar (reunión formal) organizado en Chabutra-i Nasiri cerca de la Puerta de Badaun. El botín fue transportado en mil camellos, y se hicieron arreglos para que el público viera el tesoro. Alaudín estaba muy complacido con Kafur y lo recompensó generosamente.
En 1310, Prataparudra contribuyó con la mayoría de las tropas para las campañas de Alaudín contra los pandyas, sus vecinos del sur. Posteriormente, parece que dejó de pagar tributo al sultanato. Esto dio lugar a otra expedición contra él después de la muerte de Alaudín. En esta expedición de 1318, Jursan Jan le exigió tributo. Después de la caída de la dinastía Jalyi, Prataparudra fue derrotado decisivamente por una expedición enviada en 1323 por el nuevo gobernante de Delhi, Ghiyath al-Din Tughluq. Fue capturado y, según la mayoría de los relatos, murió mientras lo llevaban a Delhi.